# AwardWallet
AwardWallet, LLC. es una empresa estadounidense de software como servicio (ScuS) que permite a los usuarios almacenar, registrar y gestionar de forma digital sus programas de fidelización, cuentas de viajero frecuente y tarjetas de crédito. Tiene su sede en Bethlehem, Pensilvania. En 2012, AwardWallet tuvo una disputa con varias compañías aéreas por negarse a habilitar el acceso al software de registro de AwardWallet en sus páginas web.

## Historia
AwardWallet fue fundada en 2004 por Alexi Vereschaga y Todd Mera, dos ex empleados e ingenieros de software de Aelita Software Corporation. Inicialmente, la empresa se centraba en el acompañamiento de los programas de fidelización y recompensas. Más tarde, amplió sus servicios con una gran variedad de programas de fidelización además de darles a los usuarios la posibilidad de administrar sus propias cuentas.
AwardWallet lanzó una aplicación para dispositivos iOS y Android en 2010 o 2011. En junio de 2020, AwardWallet tenía más de 650 000 usuarios y 705 programas de fidelización. El software de AwardWallet software ha sido destacado en distintas publicaciones turísticas de grandes medios de comunicación como la BBC, CNN, Bloomberg TV, Forbes, Entrepreneur, Vox Los Angeles Times CNBC y The Wall Street Journal.

## Tecnología e integración de APIs
El software de AwardWallet cuenta con varias APIs o interfaz de programación de aplicaciones relacionadas con los viajes: una API de análisis de correos electrónicos, AwardWallet, una API de análisis de las páginas web, AwardWallet,y una API de acceso a cuentas de AwardWallet. Por ejemplo, la API de análisis de correos electrónicos recupera reservas de viajes a través de los correos de confirmación. La API analiza las reservas de los viajes para publicar los datos de la reserva en un formato "java script" o JSON estructurado La API de acceso a cuentas de AwardWallet funciona a través del protocolo OAuth. La API de análisis de cuenta de AwardWallet recupera el saldo de las cuentas, la categoría asociada, la fecha de caducidad, entre otros datos de cuentas en línea. También da acceso a itinerarios de viaje y al historial de la cuenta. Varias fuentes indican que AwardWallet forma parte de un mercado emergente de APIs.

## Controversia
AwardWallet estuvo implicada en situaciones controvertidas porque las compañías aéreas se negaban a instalar software de acompañamiento en sus sistemas API. A finales de 2012, AwardWallet (junto a TripIt y MileWise) y recibió varias notificaciones para que cesaran y desistieran por parte de American Airlines, Delta, United Airlines y Southwest Airlines, exigiendo que AwardWallet dejase de usar sus páginas web para hacer un seguimiento de los programas de recompensa y millas.  En agosto de 2013, American Airlines volvió a usar AwardWallet integrando el software a la API de la empresa.